# Aleksander Kazimierz Horain
Aleksander Kazimierz Horain herbu Szreniawa (ur. 1685, lub w 1698 roku, zm. 24 lipca 1774 roku) – duchowny katolicki, święcenia przyjął w 1727. Od 24 września 1731 sufragan żmudzki i biskup tytularny Hirina. Złożył rezygnację w 1765, duchowny referendarz litewski w 1762 roku, archidiakon wileński w 1737 roku, kanonik żmudzki w 1719 roku.
W 1764 roku był członkiem konfederacji Wielkiego Księstwa Litewskiego. W 1764 roku był elektorem  Stanisława Augusta Poniatowskiego z województwa wileńskiego.
W 1762 roku odznaczony Orderem Orła Białego.